# Correntina (ort)
Correntina är en ort i Brasilien.   Den ligger i kommunen Correntina och delstaten Bahia, i den östra delen av landet, 400 km nordost om huvudstaden Brasília. Correntina ligger 584 meter över havet och antalet invånare är 13 186.
Terrängen runt Correntina är platt. Det finns inga andra samhällen i närheten.
Omgivningarna runt Correntina är huvudsakligen savann. Runt Correntina är det mycket glesbefolkat, med 3 invånare per kvadratkilometer.